# Stictonaclia seyrigi
Stictonaclia seyrigi är en fjärilsart som beskrevs av Griveaud 1964. Stictonaclia seyrigi ingår i släktet Stictonaclia och familjen björnspinnare. Inga underarter finns listade i Catalogue of Life.